# Belisario (ópera)
Belisario es una tragedia lírica u ópera en tres actos con música de Gaetano Donizetti y libreto en italiano de Salvatore Cammarano, basado en la adaptación de Luigi Marchionni de la obra de Eduard von Schenk. La trama se basa libremente en la vida del famoso general Belisario del Imperio bizantino en el siglo VI. Se estrenó con éxito de público y crítica el 4 de febrero de 1836 en el Teatro La Fenice, Venecia. 
Su popularidad continuó a lo largo del siglo XIX, pero las producciones modernas son raras. Esta ópera apenas se representa; en las estadísticas de Operabase Archivado el 14 de mayo de 2017 en Wayback Machine. aparece con sólo una representación en el período 2005-2010.